# Michelangelo Galilei
Michelagnolo Galilei (a volte scritto Michelangelo) (Firenze, 18 dicembre 1575 – Monaco di Baviera, 3 gennaio 1631) è stato un compositore e liutista italiano del tardo Rinascimento e primo Barocco, attivo soprattutto in Baviera e in Polonia. Era figlio del liutista e teorico musicale Vincenzo Galilei e fratello minore del celebre astronomo Galileo Galilei.

## Biografia
Imparò a suonare il liuto in tenera età, come suo padre. Molto probabilmente era destinato ad una carriera a Firenze, ma quando suo padre morì, nel 1591, il liutista di sedici anni venne posto sotto la custodia di suo fratello Galileo Galilei, che era a Padova.
Altri posti di lavoro dovevano essere trovati per Michelangelo, così nel 1593 si recò in Polonia, dove i musicisti stranieri erano molto richiesti. Molto probabilmente vi si recò con la potente famiglia lituano-polacca dei Radziwiłł. La Polonia aveva istituzioni musicali più sofisticate alla fine del XVI secolo e all'inizio del XVII secolo, soprattutto a Cracovia: Luca Marenzio, uno dei compositori più famosi di madrigali in Italia, vi trascorse un periodo, come i liutisti Diomede Catone e Bálint Bakfark. I liutisti erano particolarmente richiesti e una notevole quantità di musica per liuto fu stampata in Polonia, in città come Cracovia, Danzica, Toruń e Vilnius.
Michelangelo, tornato dalla Polonia nel 1599, non riuscì a trovare un impiego a Firenze, alla corte del Granduca Ferdinando de' Medici, e ritornò nel 1600 dal suo precedente datore di lavoro polacco. Vi rimase fino al 1607, momento in cui venne assunto a Monaco nella Hofkapelle del Duca Massimiliano I. Rimase a Monaco di Baviera per il resto della sua vita; avrà otto figli, almeno tre dei quali divennero anch'essi liutisti. 
Il rapporto con suo fratello Galileo divenne particolarmente difficile nei suoi ultimi anni. Molte delle lettere tra i due sono state conservate; Michelangelo incessantemente aveva implorato il fratello maggiore di prestargli denaro, per aiutarlo con i suoi bambini difficili (Vincenzo, nato nel 1608, era particolarmente fastidioso).

## Musica
La maggior parte della musica di Galilei è, naturalmente, per liuto a dieci cori e la maggior parte è stata pubblicata nel suo Primo Libro d'Intavolatura di Liuto, nel quale ha utilizzato l'intavolatura francese come notazione. Alcuni suoi pezzi sono apparsi singolarmente in altre pubblicazioni.
La sua musica è costituita da danze, come gagliarda,  volta e  Corrente, raggruppate liberamente in suite, organizzate da modi musicali diversi. Ogni suite è preceduta da una toccata e il libro si chiude con due coppie passamezzo e saltarello S. Stilisticamente sono scritte nello stile più moderno del tempo, con dissonanze, ornamenti e funzionale [tonalità [|] tonale] progressione, indicativa del fascino del primo Barocco in via di sviluppo. Il suo stile musicale è stato particolarmente influente nella Germania meridionale, come dimostra il fatto che la sua musica era richiesta anche quando era ancora in Polonia. 